# ميخائيل أوليفر
ميخائيل أوليفر (بالإنجليزية: Michael Oliver)‏ (2 أغسطس 1975 بميدلزبرة في المملكة المتحدة - ) هو لاعب كرة قدم بريطاني في مركز الوسط. لعب مع ستوكبورت كونتي ونادي روتشديل ونادي ميدلزبره ونادي بارو ونادي غيتزهد ودورهام سيتي ‏ ونيوكاسل بلوستار ‏ وبيشوب أوكلاند ‏ وسبنيمور يونايتد ‏ وThornaby F.C. ‏ ودارلينجتون إف سى.

## وصلات خارجية
- ميخائيل أوليفر على موقع قاعدة بيانات كرة القدم.إي يو (الإنجليزية)
- ميخائيل أوليفر على موقع Soccerbase.com (لاعب) (الإنجليزية)